# Rolf Elfving
Rolf Ragnar Elfving, född den 2 oktober 1930 i Göteborg, död den 5 november 2008 i Strömstad, var en svensk jurist. Han var son till Folke Elfving.
Elfving avlade juris kandidatexamen vid Uppsala universitet 1954 och genomförde tingstjänstgöring 1955–1957. Han blev fiskal i Göta hovrätt 1958, rådman i Göteborgs tingsrätt 1972 och hovrättsråd i Hovrätten för Västra Sverige 1983. Elfving var lagman i Strömstads tingsrätt 1984–1993. Han blev riddare av Nordstjärneorden 1974. Elfving vilar på Örgryte gamla kyrkogård i Göteborg.